# Trattato di Wedmore

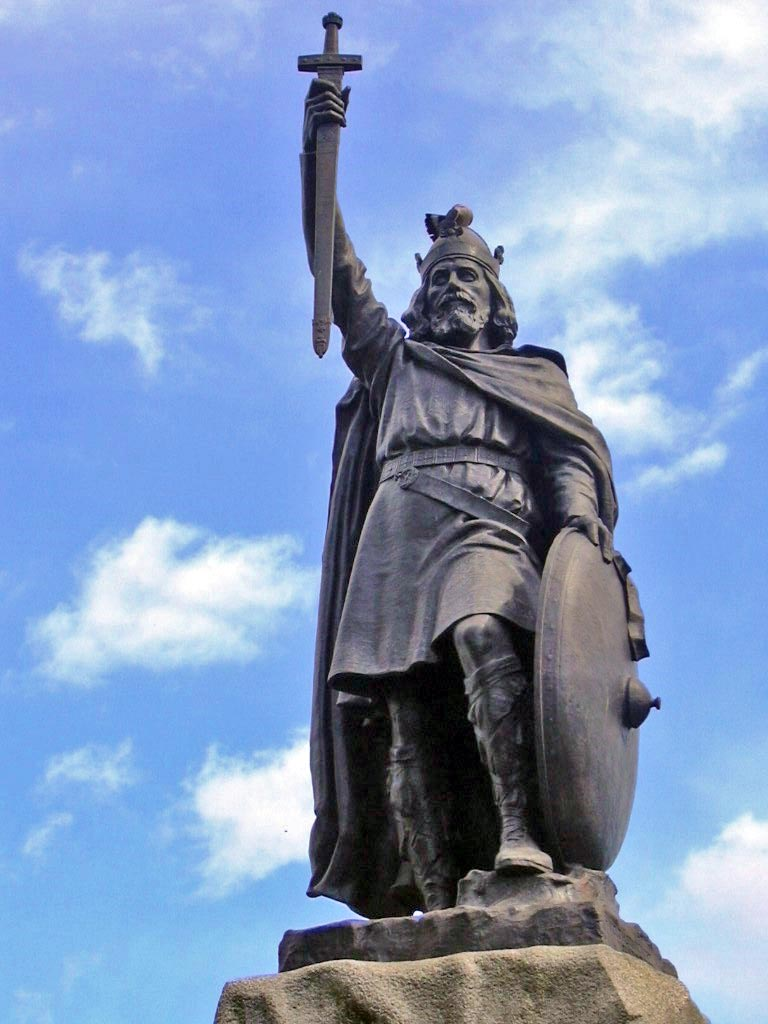
Statua di Alfredo il Grande a Winchester

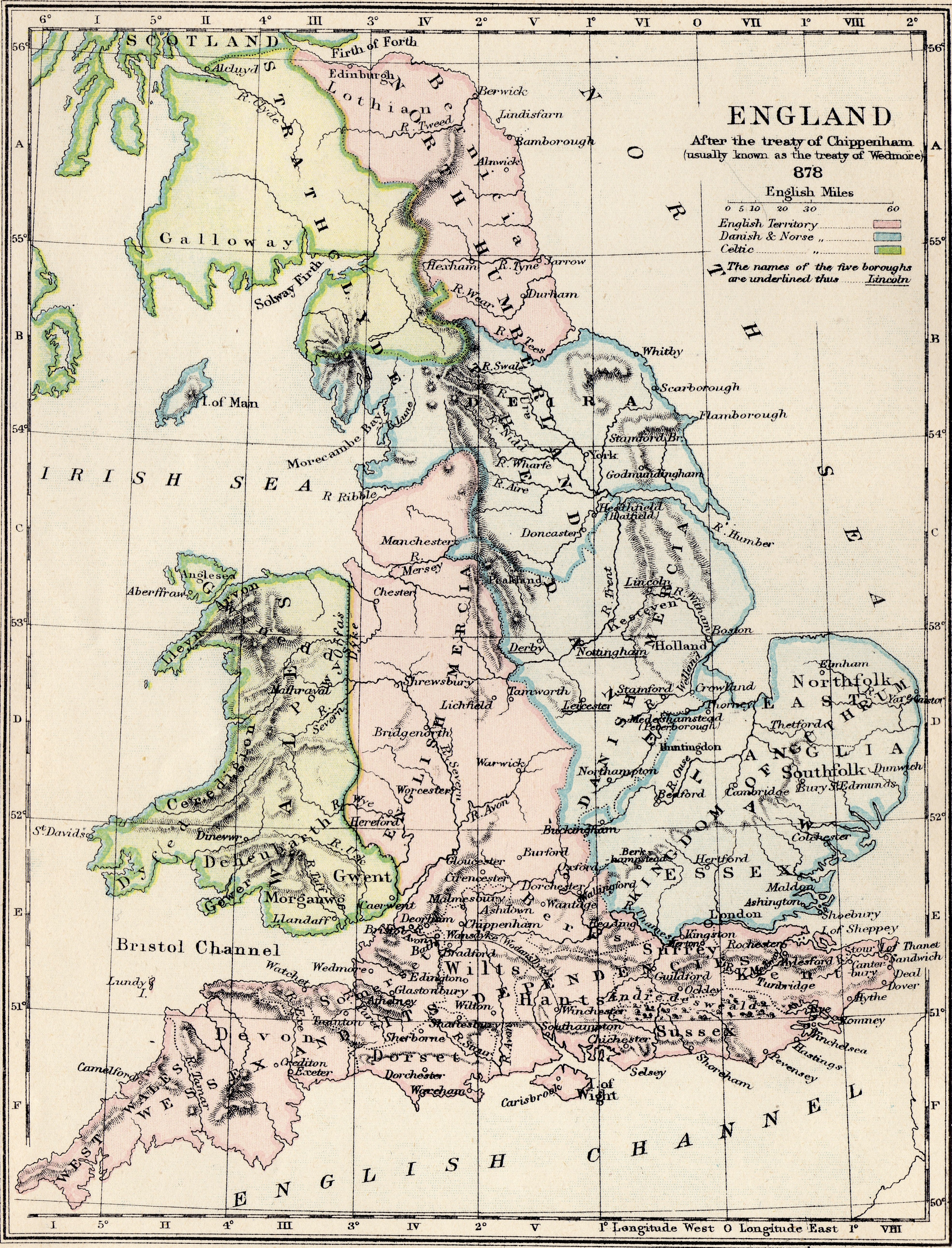
Una mappa del XIX secolo illustrante i termini del trattato di Wedmore

Il trattato di Wedmore è l'espressione utilizzata dagli storici per riferirsi alla conversione del capo vichingo Guthrum al cristianesimo, con il re Alfredo il Grande che ne diventò il padre adottivo.

## Evento storico
Nell'878 il re  Alfredo del Wessex sconfisse l'esercito vichingo nella battaglia di Ethandun; il capo vichingo si ritirò a seguito della sconfitta con il resto del suo esercito nella sua roccaforte, dove venne assediato da Alfredo. Dopo quattordici giorni i vichinghi "terrorizzati completamente dalla fame, dal freddo e dalla paura" mandarono un'ambasciata ad Alfredo.
Alfredo accettò la resa di Guthrum. Secondo Asser i vichinghi consegnarono ad Alfredo degli ostaggi di pace, inoltre giurarono che avrebbero lasciato immediatamente il suo regno, e Guthrum, loro re, promise di accettare il Cristianesimo e ricevette il battesimo dalle mani del re Alfredo: tutto quello che fu promesso avvenne.
Tre settimane dopo Guthrum con trenta dei suoi uomini andò da Alfredo ad Aller, vicino a Athelney e là venne battezzato, con Alfredo che lo accettò come figlio adottivo.
Dopo questo Guthrum ritornò nell'Anglia orientale, dove governava questo regno, l'Essex e la Mercia orientale.

## Fonti
Le uniche fonti che abbiamo del trattato di Wedmore è la citazione di Asser. Tutto quello che sappiamo è che fu a Wedmore che Guthrum accettò Alfredo come suo padre adottivo e accettò la fede cristiana. 
Dal racconto emerge che Alfredo aveva un grande potere, ma questo non chiarisce la vera estensione del territorio in suo potere.

## Dubbi storiografici
La conversione, avvenuta nell'878, viene raccontata dal monaco Asser nella sua Vita di Alfred. Guthrum accettò di lasciare il Wessex, per cui dovrebbe essersi realmente verificata la stipula di un'intesa a tal fine: se si è trattato di un vero e proprio "trattato di Wedmore" (talvolta chiamato "trattato di Chippenham"), non ne rimane però traccia al giorno d'oggi.
Tuttavia, probabilmente le fonti confondono che cosa è accaduto a Wedmore con il Trattato successivo di Alfred e di Guthrum. Ciò ha condotto a definire "Trattato di Wedmore" un punto della storia anglosassone composto da vari eventi: tra di essi, è possibile che la spartizione territoriale sia stata discussa a Wedmore, o a Aller, o altrove, dopo Edington.